# Quintus Fabius Pictor
Quintus Fabius Pictor byl starořímský historik a politik z 2. století př. n. l. Byl prvním římským analistou. Jeho díla se nedochovala, ale lze na ně usuzovat z pozdějších prací.

## Život
Jméno Pictor dostal po svém dědovi Gaiovi Fabiovi, který byl malířem (latinsky „pictor“). Byl senátorem. V letech 225–222 př. n. l. bojoval proti Galům a později v punských válkách. Během druhé punské války, po porážce u Kann (216 př. n. l.), byl vyslán senátem do Delf žádat věštírnu o radu.

## Dílo
Ze záznamů vlastní rodiny a jiných předních rodů Říma sestavil nejstarší římské historiografické dílo, ve kterém se zabývá dějinami Říma od jeho založení po druhou punskou válku. Z rozpoutání války obviňuje Kartagince, což mu vytýkali už antičtí kritici. Naopak přeceňoval význam římské aristokracie v dějinách, obzvláště vlastního rodu Fabiů. Založení Říma umístil do roku 747 př. n. l. Své dílo napsal řecky, v době Cicera bylo přeloženo i do latiny. Jako zdroje použil díla Diokla z Peparetha a Timaia. On sám je citován Polybiem, Liviem, Plutarchem a Dionýsiem z Halikarnassu.
Podle všeho zavedl v Římě zvyk psát tradiční záznamy o státních událostech (Annales), a to řecky. Volba řečtiny mohla být vedena snahou oslovit i jiné než latinské obecenstvo a nabídnout mu římské dějiny, především římský pohled na válku s Kartágem.